# Awash (by)
 For alternative betydninger, se Awash (flertydig). (Se også artikler, som begynder med Awash)
Awash Subah er en markedsby i det centrale Etiopien, i administrativ zone 3 i Afar-regionen. Den ligger oven for en kløft i Awash-floden, som byen er opkaldt efter,  ved Addis Abeba-Djibouti-jernbanen, som krydser kløften via en bro der. Det er den største bosættelse i Awash Fentale- området.
Awash ligger uden for Awash Nationalpark, som er kendt for sit dyreliv, for Mount Fentale-kalderaen og for Filwoha Hot Springs. Markedet afholdes om mandagen, hvor man kan finde Afar- og Kereyu-håndværk.

## Historie
En jernbro over Awashfloden var blevet bygget på den nuværende placering af Awash af kejser Menelik II's favorit, Alfred Ilg, omkring 1890; denne bro erstattede en tidligere træbro. Konstruktionen blev vanskeliggjort af at materialerne skulle transporteres fra Djibouti, men da materialet var ankommet, var konstruktionen færdig på ti dage; kejser Menelik havde dog brugt cementen importeret fra Europa til andre formål til at bygge broen. Da grev Gleichen kom til broen i 1897 under sin mission til kejser Menelik, fandt han ud af, at "broen ville være for svag til at modstå andet end almindelig trafik af pakdyr. I ni måneder om året er den blokeret i hver ende af en bred abattis af tornebusk - for at forhindre folk i at bruge den, når floden er vadedygtig - men i regntiden står den åben."
Awash voksede op omkring jernbanestationen, som blev åbnet kort efter 1917, da jernbanen var nået så langt ind i Etiopien. Der blev bygget et hotel til passagerer i Awash, omkring det tidspunkt. Det fjerde posthus i Etiopien (efter Harar, Dire Dawa og Addis Abeba) blev etableret i Awash den 1. september 1923.

Under den italienske besættelse havde Awash stadig et posthus, en telegrafstation, hotellet og en restaurant. Byen blev besat i april 1941 af brittiske tropper fra King's African Rifles, som var rykket frem i tre dage fra Dire Dawa. Dele af denne brigade fortsatte derefter deres fremrykning over Awash på dette punkt den 3. april 1941, selvom vej- og jernbanebroen var blevet revet ned da italienerne  trak sig tilbage. I 1953 var broen blevet genopbygget.

### Jernbanekatastrofe
Den 13. januar 1985 afsporede et tog i Awash på Ethio-Djibouti-jernbanen, hvorved fire af dets fem vogne styrtede ned i en kløft. Ulykken anslås at have dræbt mindst 428 og såret 500 af de anslået 1.000 ombordværende. Det var den værste jernbaneulykke i afrikansk historie. Det menes, at årsagen til ulykken var for høj hastighed rundt i et sving på en bro over kløften.